# 1801 California Street
O 1801 California Street é um arranha-céu de 53 andares de 216 m de altura, localizado em Denver, no Colorado. O edifício foi concluído em 1983. Atualmente, o edifício é o segundo mais alto de Denver e Colorado e o 140º edifício mais alto dos Estados Unidos.

## História
O 1801 California Street foi anteriormente ocupada por escritórios da US West e depois serviu como sede mundial da Qwest Communications.  No verão de 2011, após a aquisição da Qwest pela CenturyLink, o sinal da Qwest foi removido do logo do edifício e substituído pelo sinal da CenturyLink. Após a sua conclusão em 1983, o edifício ficou como o edifício mais alto da cidade. No entanto, manteve essa distinção por menos de um ano, sendo superada pelo Republic Plaza em 1984.

## Design
O edifício tem uma fachada de concreto marrom e tem um design escalonado com quatro contratempos. É um exemplo de arquitetura modernista. A forma do edifício assemelha-se a duas secções octogonais interligadas, que se separam perto do telhado do edifício. O telhado abriga um mastro de antena; Com esta estrutura incluída, o edifício atinge uma altura total de 225 m, ultrapassando os 219 m do Republic Plaza. Portanto, ao medir pela altura de sua antena, o 1801 California Street continua sendo o prédio mais alto de Denver.

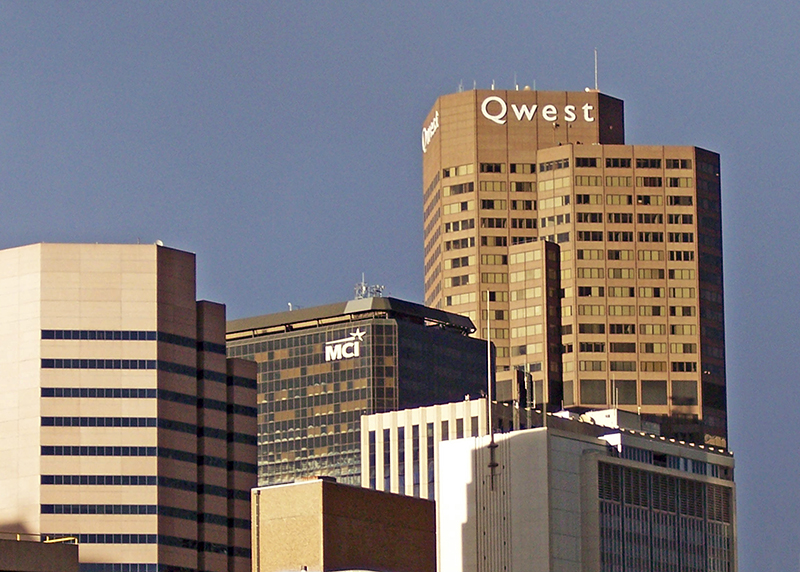
O edifício antes da aquisição pela Brookfield

O 1801 A California Street já teve a distinção de abrigar os mais brilhantes logos do mundo, superando até os logos de arranha-céus brilhantemente iluminados encontrados nos arranha-céus de Xangai e Hong Kong. Quatro logotipos da Qwest foram instalados em 2000, depois que a corporação mudou seus escritórios do 555 17th Street, localizado a duas quadras de distância. Os sinais, de cor azul clara, eram na época os mais brilhantes arranha-céus do mundo, visíveis a partir de 113 km  distância. No entanto, a Qwest removeu os sinais em 2004 devido às crescentes reclamações dos moradores do centro de Denver e ao aumento dos custos de energia, e as luzes foram substituídas por outras de cor azul mais escura. Em dezembro de 2011, a Brookfield Office Properties adquiriu o 1801 California Street do Public Service Enterprise Group por US $ 215 milhões. Em outubro de 2015, o logotipo da Transamerica Corporation foi adicionado ao arranha-céu. Em 2 de novembro de 2015, a Transamerica transferiu suas operações de Denver para o 1801 Califórnia e agora ocupa vários andares do edifício.